# قیفک زبره فیجی
قیفک زبره فیجی (نام علمی: Conus fijiensis) نام یک گونه از سرده قیفک‌ها است.